# Ханбок
Ханбок (кор. 한복, 韓服); в КНДР — чосонот, (кор. 조선옷, 朝鮮옷) — корейский традиционный костюм. Хотя слово «ханбок/чосонот» буквально означает «корейская одежда», в наше время данный термин используется исключительно для обозначения корейской одежды периода династии Чосон, это одежда для официальных и полуофициальных приёмов, фестивалей и празднеств. Современный ханбок несколько отличается от чосонского, в XX веке его форма претерпела сильные изменения в угоду удобству. На протяжении своей истории знатные корейцы часто заимствовали элементы иностранной одежды, а простые люди носили разновидности исконной корейской одежды.
Исследованию и изучению традиционного корейского костюма немало посвятил современный корейский этнолог Чхве Вонхви.

## Ткани
Для мужского ханбока характерно преобладание белых тканей, также белые предметы одежды носят старухи, в белое или серое одеваются вдовы. Зимняя одежда изготавливается на вате. Как правило, цвета в ханбоке мягкие. Разноцветные предметы одежды подбираются по контрастности: например, для женского свадебного ханбока используются зелёная чхима и розовый чогори, также допустимы. Для выходных костюмов цветовая гамма предметов одежды подбирается под время года: так, весенний женский ханбок, как правило, состоит из светло-розового чогори и юбки-чхимы светло-зелёного или тёмно-синего цветов. Летний женский ханбок состоит из голубой или светло-зелёной чхимы и белой чогори. Осенний — из светло-оранжевого чогори и коричневой чхимы. В зимнем женском ханбоке преобладают тёмные цвета.
Ханбок часто шьют из ярких одноцветных тканей.

### Кымбак
Кымбак — корейское традиционное искусство декорирования ткани золотой фольгой. Ремесленники, занимающиеся такой работой, называются кымбакчан (금박장), один из них, них Ким Токхван (김덕환, 金德煥), титулован как Живое национальное достояние Кореи № 119.

## Основные составляющие

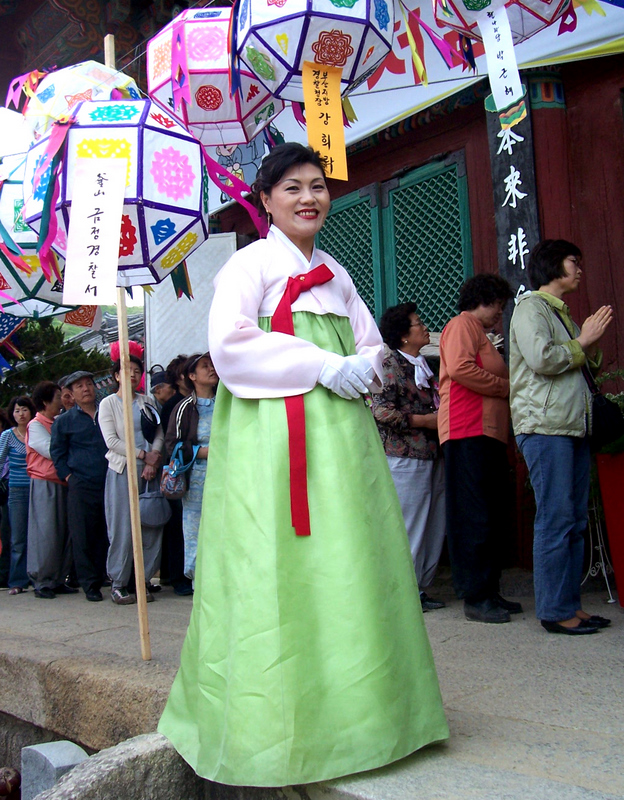
Чогори и чхима

Части чогори: 1. хваджанъ 2. кодэ 3. ккыттонъ (также сомэ пури)
4. сомэ 5. корым 6. у
7. торён 8, 11. чиндонъ 9. киль
10. пэрэ 12. кит 13. тонъджонъ

Ханбок для обоих полов состоит из чогори — распашной одежды наподобие куртки и длинных шаровар паджи. Женский ханбок в дополнение к этим компонентам также включает длинную юбку чхима. Поэтому такой ансамбль часто называют «чхима чогори», в Японии они используются вместо школьной формы в корейских школах. И мужские, и женские, и детские чогори и паджи имеют одинаковый покрой, что свидетельствует о древнем происхождении таких видов одежды.

### Чогори
Чогори — распашная куртка или кофта с длинными узкими рукавами. Чогори обладает запахом влево и завязывается двумя тёсемками-корым, пришитыми к левому нижнему краю воротника и ниже правой подмышки, иногда используемыми в качестве отделки и в этом случае изготовляемыми из другой материи (например, женский чогори светлых цветов отделывается тёмно-бордовыми тесёмками). Ворот чогори украшается полоской из белой материи.
Форма чогори менялась с течением времени, хотя форма мужского чогори оставалась относительно постоянной, женское чогори сильно укоротилось во время династии Чосон; самые короткие чогори носили в конце XIX века. Тем не менее, современные чогори стали немного длиннее из соображений удобства, хотя длиной до талии чогори не носят. Традиционно ленты-корым были короткими и узкими, но современные корым стали толще и длиннее. Летние чогори (тек-сам, тхэксам) шьются из лёгкой материи, зимние подбиваются мехом или шьются на вате, а чогори для весны и осени — на подкладке. Мужской зимний чогори также подбивается ватой.

### Чхима
Чхима (кор. 치마, она же санъ (кор. 裳) и кун (кор. 裙)) — женская юбка, традиционно подпоясывается под мышками специальным пояском. Судя по когурёским росписям, а также земляной игрушке, найденной в Хванам-дон (Кёнджу), когурёские женщины сначала надевали поверх чхимы чогори, закрывавшую пояс чхимы.
Хотя уже в Когурё были известны полосатые юбки, сшитые из разноцветных клиньев, начиная с династии Чосон, чхима делали из прямоугольного куска материи, который либо плиссировали, либо делали на нём сборку. Пояс чхима делали широким, так, чтобы он выходил за её пределы, и юбку затягивали вокруг тела завязками
Сокчхима — нижняя юбка, надеваемая поверх чогори и под основной чогори. Сокчхима имела ту же выкройку, что и европейские нижние юбки с лифом, являясь платьем на бретельках, позже лямки исчезли. К середине XX века к некоторым наружным чхима стали приделывать лиф, на который надевали чогори.

### Паджи

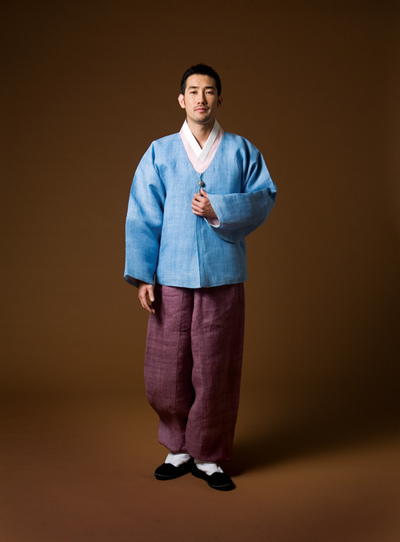
Мужчина в паджи и чогори

Паджи/пачжи — свободные мешковатые штаны, входящие в мужской ханбок, хотя также их носят и женщины (женские нижние паджи называются мучиги). Широкие штанины паджи обеспечивают удобство для сидения на полу. При надевании современной одежды, паджи выполняет функцию подштанников, однако само слово используется для обозначения любого вида брюк/штанов. По покрою паджи не симметричны, и не выкраиваются, а как бы составляются отдельных частей, они состоят из шести полотнищ. Покрой паджи сложен: боковые вертикальные полотнища перегибаются (поэтому боковые швы отсутствуют), к одному из боковых полотнищ по кромке пришивается прямой кусок ткани (причём верхний его конец под прямым углом), затем сшивается с другим боковым полотнищем, и к которому снизу пришивается широкий клин. В передней части паджи есть две завязки-учкура (по другим сведениям — один широкий и длинный кушак), которые позволяют затягивать штаны на любую талию. У щиколоток края штанин завязываются тесёмками. Конструкция паджи, по всей видимости, сохраняет древние траиции кроя из меха, а также в них прослеживаются особенности североазиатской одежды.
Женские паджи незначительно отличается от мужских: у них меньше мотня и уже штанины. Женские мучиги состоят из четырёх полотнищ.
Зимние штаны, как и чогори, ватные.

### Пхо
Пхо (кор. 포?, 袍?) — халат, носившийся преимущественно мужчинами с периода Корё по период Чосон. Турумаги (두루마기) — долгополый халат, разновидность пхо, его носили в холодное время как повседневную и церемониальную одежду. По покрою турумаги практически идентичен чогори.
У корё-сарам верхний халат был известен под названием «чемаги», он изготавливался из различных тканей, преимущественно из белой бязи, коленкора, шёлка, а летом — и кисеи.

### Чокки и магоджа
Чокки (조끼) — куртка, магоджа (마고자) — жакет. Хотя оба этих предмета одежды были созданы в конце периода Чосон, когда корейская культура стала испытывать влияние стран Запада, позже чокки и магоджа были признаны частью традиционного корейского костюма. Оба предмета одежды носят поверх жакета-чогори. Магоджа имеет маньчжурское происхождение, появилась в Корее после того, как Хынсон-Тэвонгун, отец вана Коджона, вернулся в Корею после политической ссылки в Маньчжурию в 1887 году. В магоджа превратилось его одеяние магвэ; тёплая и удобная магоджа стала популярная в Корее. Также магоджа называют «тот чогори» (внешнее чогори) или магвэ.
У магоджа нет съёмного воротничка «кит», нет лент-завязок «корым», которые есть на жакетах-чогори и халатах турумаги (кор. 두루마기). Магоджа изначально была мужской одеждой, но позже стала носиться обоими полами. Мужские магоджа имеют соп (섶, перекрывающуюся полку слева), они длиннее женских, а пуговицы расположены справа. Магоджа шьют из шёлка и застёгивают на одну или две янтарные пуговицы.

## Обувь
С ханбоком носят носки посон и туфли, например, резиновые комусин с заостренным, чуть приподнятым носком. Простолюдины, прежде всего крестьяне на Юге, носили плетёные сандалии: например, соломенные джипсины или пеньковые митхури́. Также обувь плели из коры деревьев. На Севере простой люд предпочитал носить кожаные поршни — качжуксины. В непогоду носили деревянные башмаки намаксины, выдолбленные из цельного куска древесины, и обладавшие высокими подставками-зубчиками.
В старину в дорогу простолюдины шли босиком.

## Детский ханбок

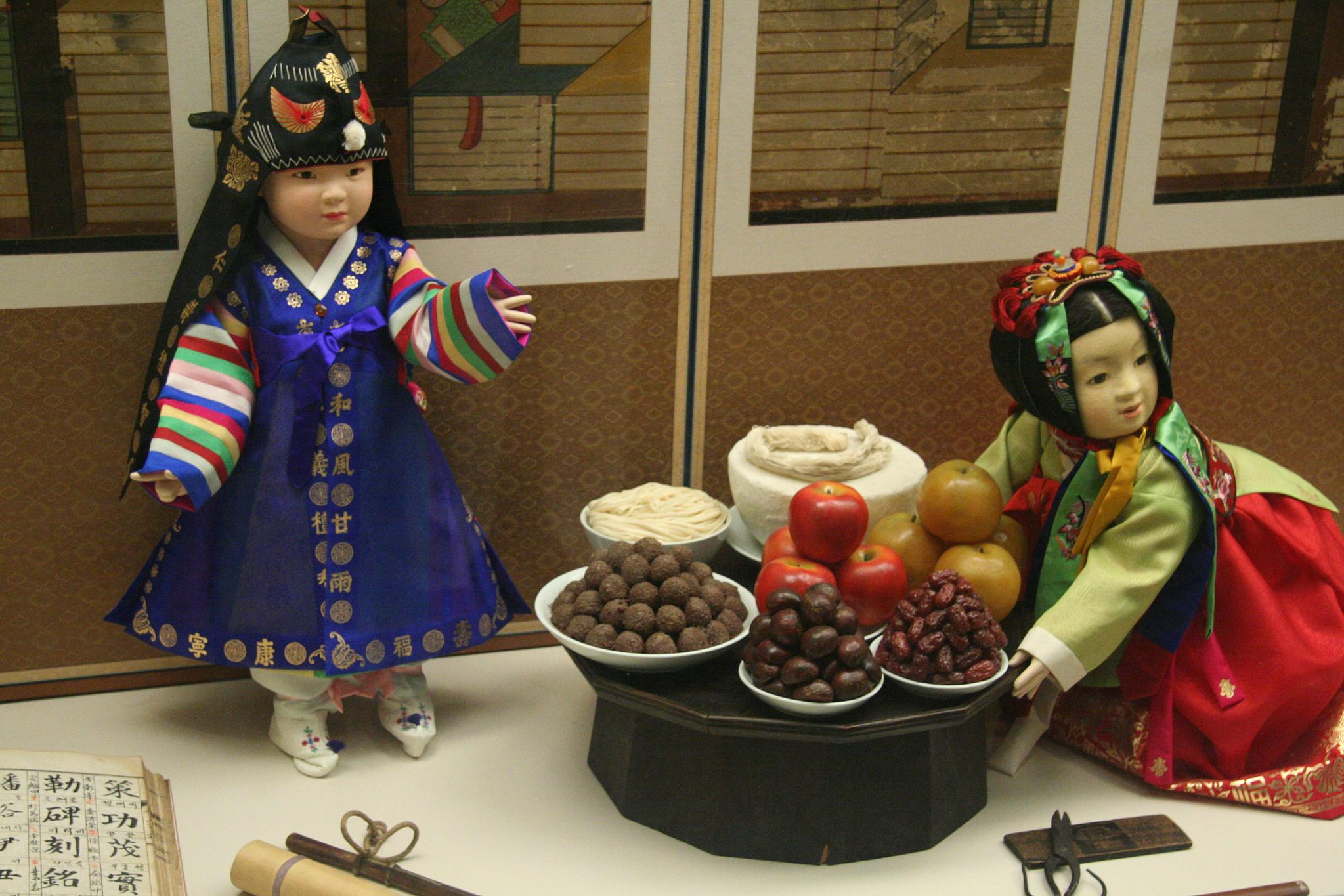
Восковые фигуры детей периода Чосон в праздничных костюмах.

По покрою детский ханбок практически не отличается от взрослого. В старину в тёплую погоду дети до 6-7 лет, если не до 10, ходили голышом либо в одном чогори до пояса.
Типичным предметом детской традиционной одежды является ккачхи турумаги (кор. 까치 두루마기 — «сорочий халат») — халат с рукавами в разноцветную полоску. В старину ккачхи-турумаги носили в качестве сольбим (кор. 설빔) — новой одежды и обуви, надевавшейся на новый год, Соллаль. В наше время ккачхи-турумаги является праздничной одеждой, в него облачают ребёнка на тольджанчхи, его первый день рождения.
Обычно ккачхи-турумаги носили маленькие мальчики, хотя сейчас его также носят и девочки. Ккачхи-турумаги носят поверх чогори и чокки, а иногда поверх него надевали длинные куртки. Кроме того, к этой одежде надевают особые головные уборы, например, поккон — матерчатую островерхую шапку чёрного цвета или хогон — островерхая шапка с изображениями тигра у мальчиков, и декоративный чепчик кулле у девочек.
Современный детский ханбок состоит из двух или трёх частей, его легко надевать. Обычно детский ханбок надевается только на большие праздники, например, Чхусок и Соллаль, поэтому он шьётся из недорогого материала.

## Особые случаи
Ханбок различают по назначению: для ежедневной носки, церемониальные и для особых случаев. Церемониальные ханбоки носят на праздники: Тольджанчхи, свадьбу или похороны; особые ханбоки шьют для шаманов и чиновников.
Траурная корейская одежда традиционно изготовлялась из небелёной пеньковой ткани и была желто-серого цвета. Для сравнения, в Китае и Японии траурным цветом считается белый.

## История

### Происхождение
Существует заблуждение, что традиционная корейская одежда была заимствована из Китая. Однако ещё в 1930-х годах японские учёные признали данное мнение ошибочным.
Традиционная корейская одежда, по-видимому, произошла от одежды северносибирских кочевников скифо-сибирской культурной сферы, она была широко распространённой в древности. Самое раннее свидетельство того, что существовал некий общий стиль североазиатских кочевников — это захоронение хунну в Ноин-Ула (север Монголии). Отражая обычаи кочевых народов, ханбок был продуман удобным для передвижения и вобрал в себя множество шаманских мотивов. Ещё тогда появились основные детали ханбока: чогори, чхима и паджи. В частности, связи ханбока с одеждой других народов Дальнего Востока и Сибири отмечаются в работах советских этнографов.
Древнекорейское племя пуё, основавшее одноимённое государство на севере Корейского полуострова, носило одежду, состоявшую из полотняных штанов и чогори с длинными рукавами. Китайские летописи тех времён уже упоминают о том, что пуёсцы носили белую одежду.

### Самгук
Основными изобразительными источниками на корейскую одежду периода Самгук (Троецарствия, первые вв. н. э.) являются настенные росписи и глиняные статуэтки. Одежда обоего пола того времени состояла коротких узких штанов и коротких прилегающих курток длиной до талии и без ворота. Основная структура ханбока и главные мотивы сохранились с того времени почти неизменными. Самые древние примеры изображения ханбока присутствуют на настенных росписях государства Когурё, датирующимися III в. до н. э.. В этот период, а также во времена объединённой Силла белый цвет был распространён в придворных кругах, в то время как простонародье носило яркую одежду.
К концу Самгука знатные женщины стали носить длинные юбки до земли, и длинные, до бедра, чогори, завязывавшиеся на талии. Знатные мужчины перешли на свободные шаровары и узкий жакет-тунику с манжетами.

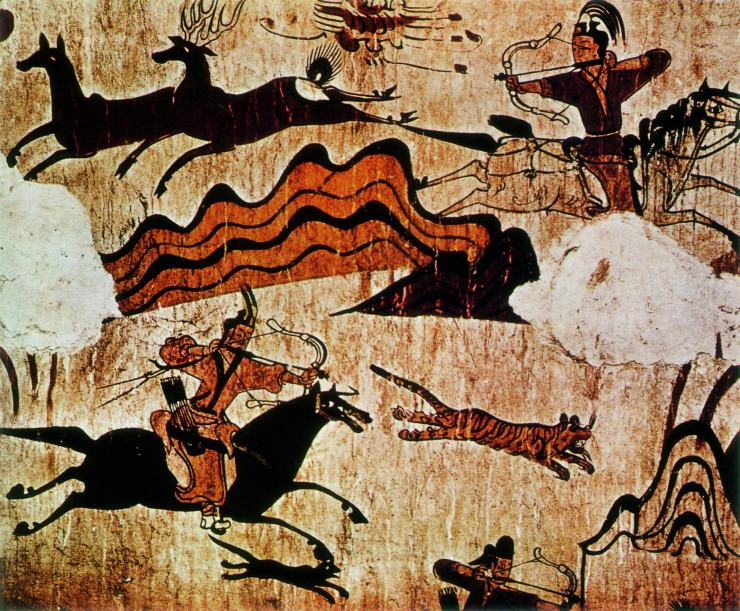
Охотники, роспись в комплексе когурёских гробниц
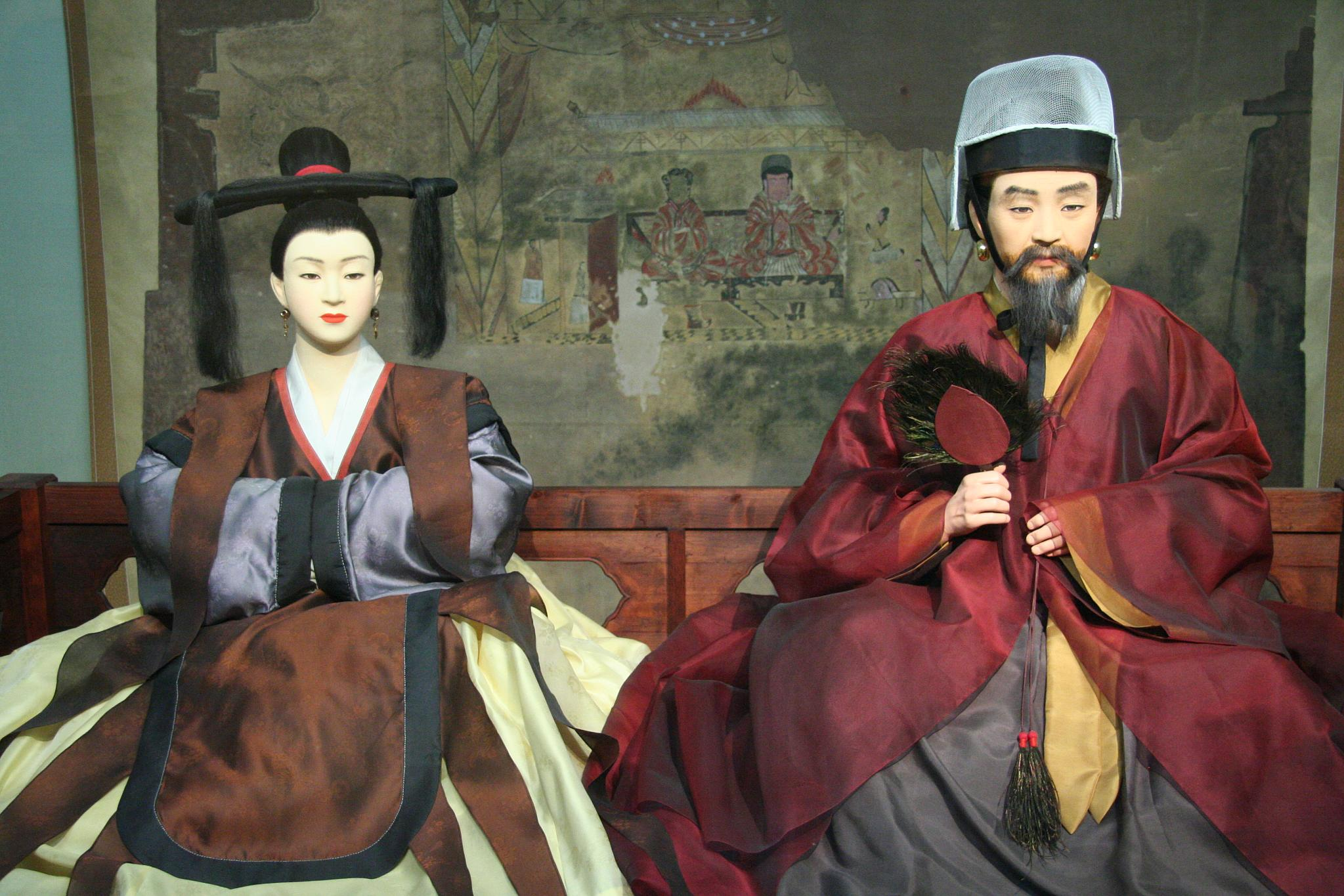
Когурёские царь и царица
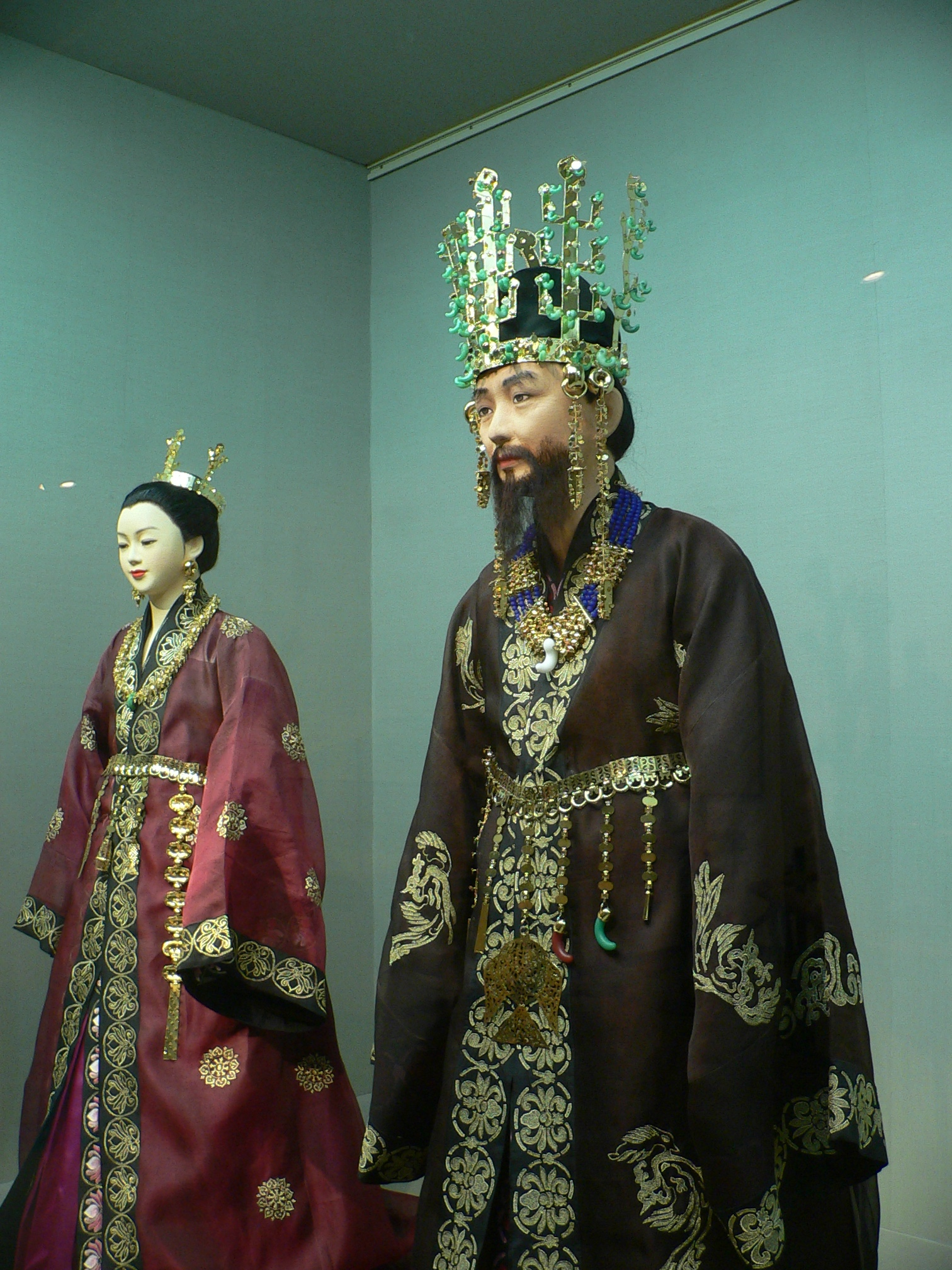
Силлаские царь и царица
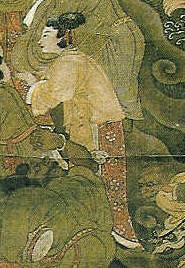
Кореянка из Когурё

### Корё
В данный период была широко распространена цветная одежда.
Хотя в большинстве случаев иностранное влияние на ханбок было кратковременным, исключением стала монгольская одежда. Во время монгольского вторжения в Корею в 1231-1259 гг. и последующего вынужденного данничества династии Корё (918—1392) Монгольской империи, монгольские царевны, вышедшие замуж за членов корейских правящих кругов, привезли с собой моду, ставшую доминировать над исконно-корейской. Чхима и чогори укоротились, последний стал завязываться длинной лентой на груди, а не подпоясываться, рукава стали слегка закругляться. Однако влияние было взаимным, корейская мода повлияла и на монгольскую: так, ордынские аристократки стали носить корейские предметы одежды.

### Династия Чосон
В начале династии Чосон женская мода продолжила традиции прошлого, одежда оставалась свободной и мешковатой, примерами могут выступать рисунки на стенах могилы Пак Ик (1332—1398). Тем не менее, к XVI веку чогори укоротился, стал сидеть плотнее, но не настолько, как в XVIII—XIX веках, когда фигура женщины стала напоминать колокольчик. Начиная с окончания Имдинской войны с Японией в конце XVI века стал преобладать белый цвет одежды, особенно среди простого народа.
К XIX веку в костюме выработалась строгая социально-сословная дифференциация.
Современный ханбок является прямым потомком чосонского костюма конца XIX века, хотя он прошёл разнообразные модификации.

#### Женский ханбок с XVIII века

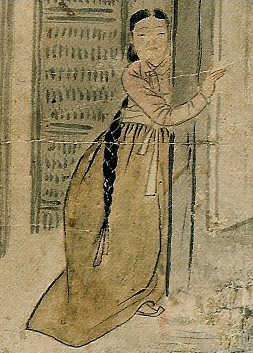
Модный ханбок XVIII века

В период Чосон чхима стала более широкой, а чогори сузился и укоротился, это разительно отличается от более ранних стадий, когда чхима была довольно узкой, а чогори — длинным и мешковатым. После Имдинской войны экономические проблемы могли спровоцировать появление дешёвой одежды, на которую требовалось бы меньше ткани, однако даже во время войн ширина ханбока росла.
В XVIII веке укорачивание чогори достигло максимума, и чогори перестало покрывать грудь. Женщины из уважаемых семейств стали носить нижнее бельё «хоритти» напоказ, а в сельских районах грудь часто открывали полностью, в знак того, что они родили сына, кроме того, хоритти не носили кормящие матери.
В XVII—XVIII веках основная ширина юбки была сконцентрирована на бёдрах, и ханбок был похож на западноевропейский кринолин. В начале XIX века чхима достигла пика ширины, позже чхима стала расширяться книзу, силуэт изменился на А-образный, таковым он остаётся по сей день. Для придания ханбоку нужной формы носили нижнее бельё (тарисоккот, соксоккот, тансоккот, кодженги). Янбанки, которым по этикету запрещалось выходить из дому, носили очень широкие, волочившиеся по полу чхимы, простолюдинки же носили чхимы, доходившие выше ступни.
Движение за удлинение чогори появилось в начале XIX века; чогори перестал открывать грудь, остановившись посередине между грудью и талией. Однако чогори, открывавшие женскую грудь, попадались ещё в начале-середине XX века. Хоритти иногда выглядывает из-под чогори. В конце XIX века из Маньчжурии была заимствована магоджа, которую часто носят поверх чогори и в XXI веке.
На рубеже XIX-XX вв. женский костюм всё ещё был весьма многослойным: при выходе в гости кореянки носили по две-три пары пачжи, столько же чогори.

#### Мужской ханбок

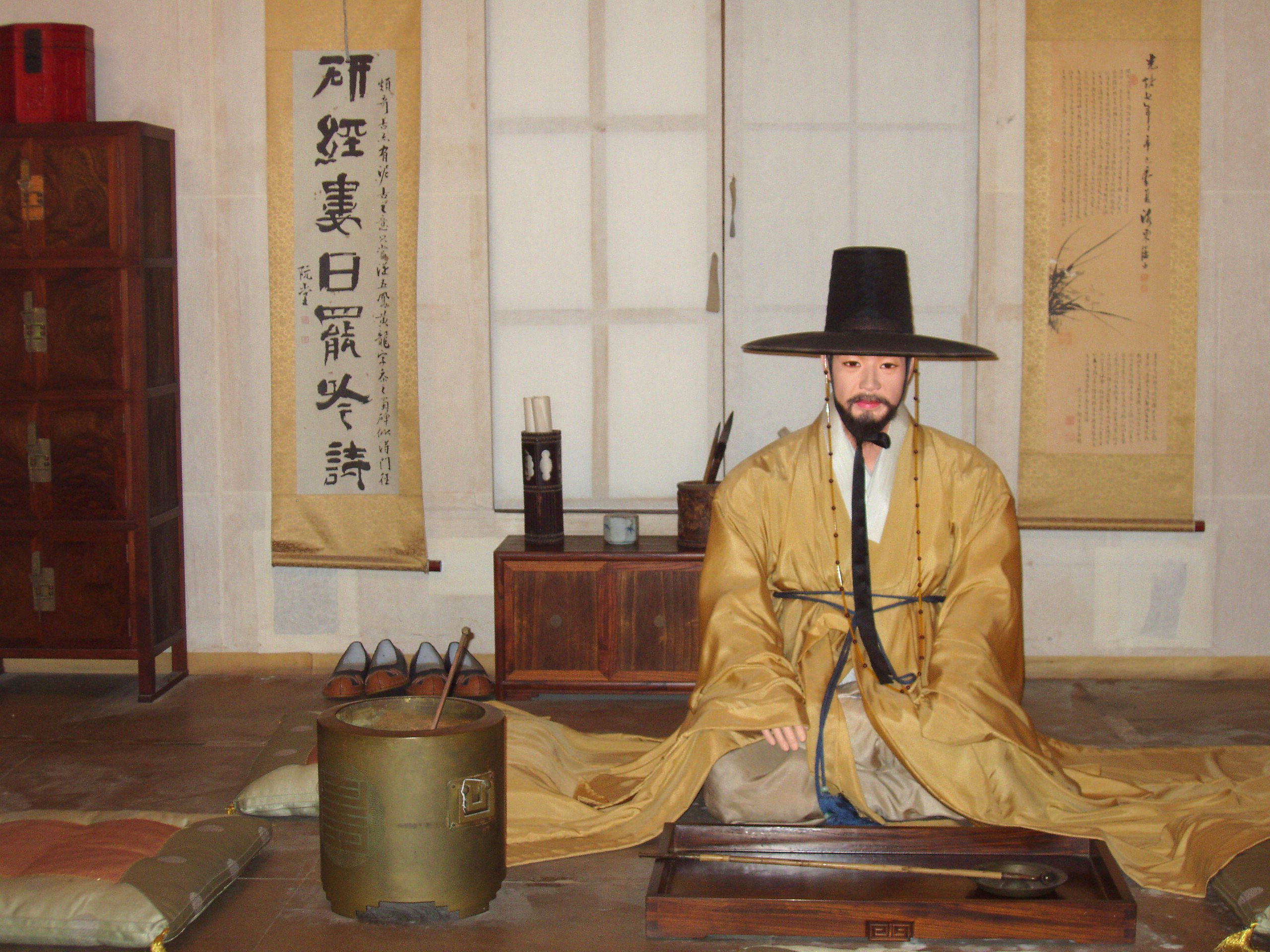
Восковая фигура янбана, музей в дворце Унхёнгун (Сеул); на нём надет халат топхо, на голове — кат.

Мужской ханбок за период Чосон почти не изменился. Однако верхняя одежда претерпела немалые изменения. До конца XIX века янбаны, отправляющиеся за границу, надевали чунъчхимак — длинный халат с рукавами до пола, спинка имела разрез для того, чтобы развеваться по ветру. Тэвонгун запретил носить чунъчхимак, и он исчез из гардероба корейцев. Его заменил турумаги, ранее носившийся под чунъчхимаком. У турумаги короче рукава и подол, а также нет разрезов.
Знать — дворяне-янбаны, служившие гражданскими и военными чиновниками, носили дорогую шёлковую одежду, в то время как среднему классу и простолюдинам ношение шёлковой одежды и дорогих украшений строго возбранялось. Чиновничья одежда состояла из голубого халата с широкими рукавами, по покрою близкого к китайскому времён династии Мин, чогори и широких пачжи из белого шёлка, наголенников и нижних хлопчатобумажных пачжи. Головным убором служила шёлковая шапка с «крылышками» сзади, происходящая из аналогичного китайского головного убора путоу (кит. 幞头).
Крестьяне, основная масса населения чосонской Кореи, практически не носили халатов. Их одежда состояла из чогори с длинными узкими рукавами, шаровар пачжи и плетёной обуви. На голове носили плоский кат, плетёный из соломы или бамбука или тканую повязку.
Горожане-простолюдины (а также зажиточные крестьяне) поверх пачжи и чогори носили белый хлопчатобумажный халат. Поверх посон, заправлявшихся в пачжи, надевались наголенники. Со второй половины XIX века распространился чёрный кат с высокой тульей. Ранее шляпы подобного фасона могли носиться лишь знатными, однако после отмены сословных ограничений в 1895 году, они распространились и среди низших сословий, а в начале XX века она получила всеобщее распространение как национальный головной убор. Коробейники (кор. 보부상, бобусан) носили соломенные каты с хлопковыми коробочками.

#### Церемониальный ханбок

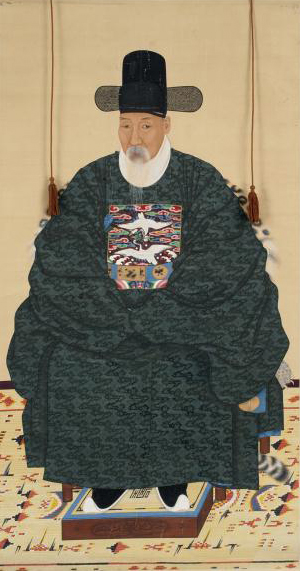
Хык таллёнъпхо, конец XVIII века

Кванбок — общий термин для всей одежды чиновников, надеваемой для церемоний. Слово «кванбок» в узком смысле означает только «конъбок и санъбок», а также таллёнъ, одеяние с круглым воротником. Кванбок носили с периода Силла до династии Чосон. Вначале корейцы адаптировали центральноазиатскую одежду, а позже разработали собственную. Кванбок отличался цветом и фасоном, в соответствии со статусом и чином владельца. Для разных случаев имелись разные кванбок: чобок, санъбок, конъбок, юнъбок, кунбок.
Чобок — кванбок для праздников или оглашения королевских/императорских указов. Чобок носили также на церемонии поминания предков. Санъбок носили каждый день, а конъбок — когда король давал аудиенцию во дворце. Юнъбок носили военные.

#### Материалы и цвета
Богачи корейцы носили летом ханбок из рами плотного плетения или из других лёгких материалов, а в остальное время — одноцветные или орнаментированные шёлка. Простому народу было запрещено пользоваться более дорогими тканями, чем хло́пок. Повседневная одежда изготавливалась преимущественно из грубых хлопчатобумажных тканей.
Корейское шелководство, несмотря на то, что было известно ещё с периода Самгук, в XIX веке находилось в не самом лучшем состоянии, и получавшиеся ткани были низкого качества по сравнению с китайским и японским, поэтому использовались только внутри страны. Чиновничья и дворянская одежды обычно шили из привозных тканей. Импортный шёлк в основном был китайским, в окрестностях Чжэньцзяна было налажено производство шёлковых тканей специально для корейского рынка. В свою очередь в самой Корее шелководство было наиболее развито в Пхёнандо (пхёнанский шёлк считался в Корее одним из лучших), а также в окрестностях Сеула и Чемульпо (ныне Инчхон). Производство шерстяных тканей не было известно, и суконные одежда и обувь шились из китайских, а с конца XIX века — и европейских материй. Хлопок же культивировался по всей Корее (центрами хлопководства были провинции Кёнсандо и Чолладо), будучи привезённым из Китая в 1364 году: тогда хлопковые семена были завезены на территорию Кореи Мун Икчомом, чосонским послом при дворе Юаньского Китая. В период Чосон подавляющее количество одежды было хлопчатобумажной.
Окрашивание тканей происходило на дому, поскольку специальных ремесленников-красильщиков не было ввиду того, что окрашенные ткани имели ограниченное применение. Исключением является остров Чеджудо, подверженный японскому влиянию, и где исторически были более распространены цветные ткани. Наиболее были распространены естественные красители, получаемые из растений.
Знать носила разные цвета, яркие считались детскими и женскими, а спокойные — подходящими для взрослых. Простым корейцам было запрещено носить белое, но можно было надевать бледные оттенки других цветов в праздники. Женские повседневные чогори были как и белыми (в этом случае изготавливались из бязи или холста), так и цветные: преимущественно лиловые и зелёные (цветные чогори изготовлялись); праздничные чогори изготовлялись из шёлка различных цветов. Зелёные чогори носили молодые женщины, а постарше — лиловые. Существовала и более подробная возрастная дифференциация женских чогори: молодые девушки или новобрачные носили розовые или жёлтые чогори, молодухи до 30 лет — лиловые, а женщины старше 30 лет — белые. Цвет чхима также зависел от положения и статуса, например, тёмно-синий означал, что у женщины есть хотя бы один сын. Ношение аппликаций кымбак людям не из королевской семьи было запрещено.

#### Причёски

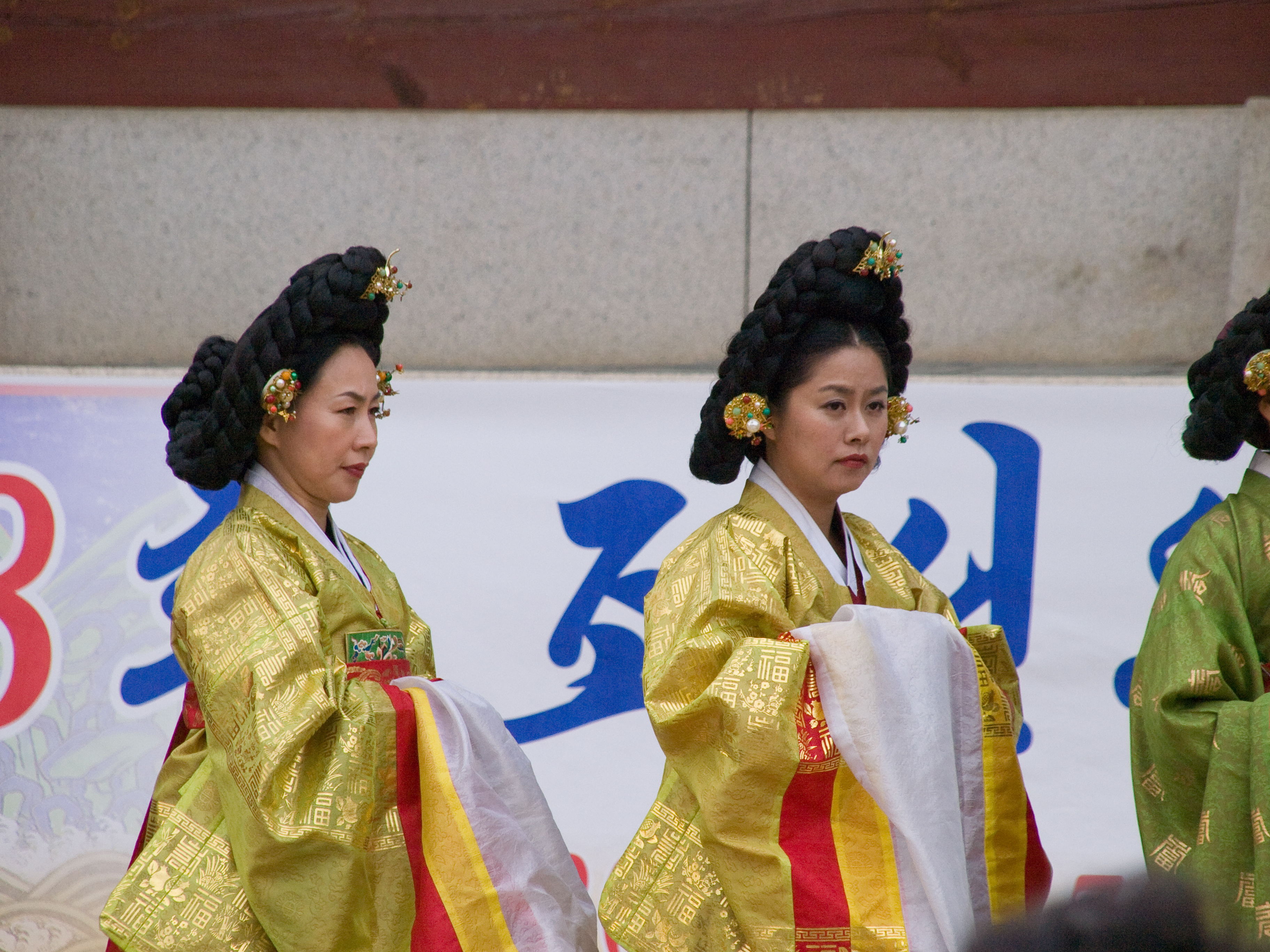
Женщины в париках качхэ

До свадьбы корейцы обоих полов носили волосы заплетёнными в длинную косу, украшавшуюся лентами (сейчас в косы вплетаются красные или бордовые ленты) или накосником-тэнги (кор. 댕기). Косы, завёрнутые вокруг головы, служили подкладкой для носившихся на голове грузов, например, кувшинов. После свадьбы мужчины собирали волосы в узел санътху (кор. 상투), а женщины — в пучок на затылке. В него продевалась длинная шпилька пинё (кор. 비녀), которая не только поддерживала форму причёски, но и служила украшением.
До XIX века знатные женщины и кисэн (аналоги японских гейш) носили парики «качхэ», причём бо́льший размер парика считался более красивым; из-за постоянно увеличивающихся париков в 1788 году правительство короля Чонджо их запретило, их сочли противоречащими корейским конфуцианским ценностям — самоограничению и скромности, однако кисэн продолжили носить качхэ до конца века. По другой версии, запрет был введён после трагического случая, когда во время смотрин из-за тяжести парика у одной из кандидаток свернуло шею.

#### Головные уборы
Наиболее распространённым головным убором являлся кат — полупрозрачная и широкополая шляпа наподобие европейского цилиндра, изготовлявшаяся из конского волоса (в этом случае шляпа имеет сетчатую фактуру), бамбука, шёлка, хлопка, толстой бумаги, камыша. Первоначально кат был летним головным убором, но к концу периода Чосон его носили во все времена года, хотя ни от солнца, ни от дождя он не защищал (во время дождя на кат надевался чехол из просмоленной бумаги). Селяне носили большие и плоские соломенные каты — саккат, защищавшие голову от солнца. Чтобы шляпа держалась на голове, с внутренней стороны делался обод, к которому прикреплялись тесёмки, подвязывавшиеся под подбородком (без них шляпа могла с лёгкость слететь, например, при ветре). В своё время промыслом плетения бамбуковых катов славился остров Чеджудо. В настоящее время кат всё ещё сохраняется среди крестьян, особенно у стариков. Под кат и поверх санътху надевали специальные шапочки из конского волоса — манъгон и тхангон, не снимавшиеся и дома.
Также, дабы защитить голову от холода и зноя, мужчины повязывали вокруг головы хлопчатобумажной повязкой.
Женщины на свадьбу надевали головной убор чоктури, а для защиты от холода — шапочку аям. В XIX веке женщины-янбанки стали носить шапочки чоктури. Также женщины завязывали на голове платок самыми разнообразными способами. В КНДР среди старух ношение платка сохраняется и по сию пору.
Известны были корейцам и меховые шапки с наушами и назатыльником, похожие на среднеазиатские малахаи и русские ушанки.

### Аксессуары
В период Чосон кореянки носили изготавливавшиеся в Китае серебряные серьги, инкрустированные красноватыми каменьями, а на руках — стеклянные браслеты в виде сплошного кольца.

### Иностранное влияние

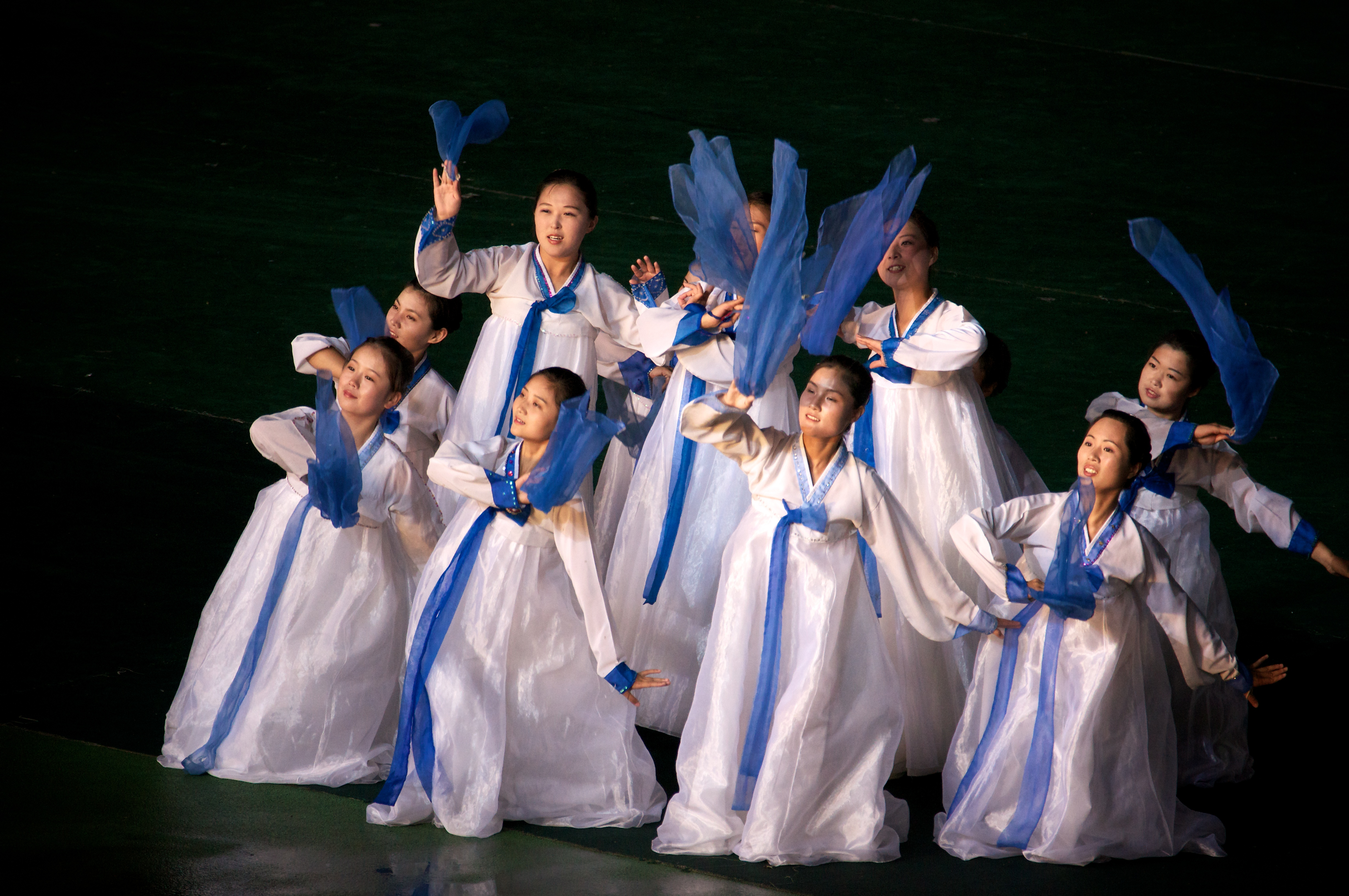
Номер в шоу Ариран, исполнительницы одеты в стилизованный чосонот

Некоторые детали иностранной одежды были восприняты богатыми слоями населения, но они никогда не затрагивали ханбок. В отличие от знати, простолюдины всегда носили исконно корейскую одежду, а знатные люди носили его в неформальной обстановке или дома. С другой же стороны, отдельные, незначительные иностранные предметы одежды распространились и в народе.
После завоевания Силла остальных корейских государств, основным фактором, влиявшим на одежду стал Танский Китай. Мода из столицы, Лояна, напоминавшая ампир, пришла в Корею, и кореянки на короткий срок перестали носить жакеты, чтобы визуально уменьшить туловище. В период Когурё эта мода исчезла. Таллёнъ, стиль одежды, заимствованный у кочевников Западной Азии, пришёл в Корею через танский Китай, превратившись в кванъбок с IV по XVII века.
В течение средних веков главным источником иностранного влияния на корейскую одежду служил Китай ввиду тесных экономических и политических связей. Отдельные элементы одежды, исчезнувшие в самом Китае, продолжали бытовать в Корее.
Начиная с конца XIX века ханбок был постепенно полностью вытеснен одеждой с Запада, его теперь надевают лишь на фестивали и другие церемонии. Вместе с этим, с 2014 года отмечается небольшой рост популярности ханбока в качестве повседневной одежды и наряда для вечеринок. С другой же стороны, пожилые люди также сохраняют ханбок в качестве повседневной одежды.
Советские корейцы уже в 1970-е годы носили общеевропейскую одежду.